# Antitrygodes privativa
Antitrygodes privativa är en fjärilsart som beskrevs av Louis Beethoven Prout 1917. Antitrygodes privativa ingår i släktet Antitrygodes och familjen mätare. Inga underarter finns listade i Catalogue of Life.